# David Stahel
David Stahel (Wellington, Nueva Zelanda; 1975) es un historiador, escritor, editor y profesor titular de historia en la Universidad de Nueva Gales del Sur. Se ha especializado en la historia militar alemana de la Segunda Guerra Mundial. Es autor de varios libros sobre las operaciones militares de los primeros seis meses del Frente Oriental, incluido el inicio de la Operación Barbarroja, la Batalla de Kiev (1941) y la Batalla de Moscú. 

## Biografía

### Infancia y juventud
David Stahel nació en 1975 y se graduó con honores en la Universidad de Monash (Monash University) y en el Boston College. Tiene una maestría en estudios de guerra del King's College de Londres y un doctorado en 2007 de la Universidad Humboldt de Berlín. Ha sido profesor titular de historia en la Universidad de Nueva Gales del Sur en Canberra desde 2012.

### Carrera académica
Stahel es autor de varios libros sobre las operaciones militares en el  Frente Oriental, incluyendo la Operación Barbarroja, la Batalla de Kiev (1941) y la Batalla de Moscú; todos los libros fueron publicados por Cambridge University Press. Al revisar el libro de Stahel Kiev 1941: Hitler's Battle for Supremacy in the East, para la revista The New Republic, el historiador Richard J. Evans señala que «La historia de la batalla de Kiev se ha contado muchas veces, pero pocas veces con tanto detalle como en el libro de David Stahel», al mismo tiempo que «transmite una acción militar extremadamente compleja con una claridad ejemplar».

A diferencia de los historiadores militares más tradicionales, Stahel es muy consciente del contexto más amplio de la acción, desde los objetivos generales de Hitler para la guerra hasta la importancia de la logística para el resultado; desde el racismo asesino y el pragmatismo despiadado con el que los líderes alemanes, tanto militares como políticos, condenaron a tantos civiles soviéticos a morir de hambre y a tantos habitantes judíos a una muerte terrible, a las disputas de posguerra entre historiadores y generales retirados sobre la estrategia de Hitler.
Richard J. Evans. 

Evans elogia a Stahel por su «realismo refrescante» al no «seguir las descripciones a menudo demasiado positivas y simplistas de los historiadores militares tradicionales de los "grandes" generales y las batallas "decisivas" y explorar "de manera convincente, si no del todo original", cómo los fundamentos de la guerra alemana los esfuerzos ya estaban comenzando a desmoronarse en el momento de la  victoria en Kiev anunciada en propaganda nazi como decisiva».

## Premios
- 2016: British Army Military Book of the Year (BAMBY) (Preseleccionado).[5]

## Publicaciones

### Libros
- Stahel, David (2009). Operation Barbarossa and Germany's defeat in the East (en inglés). Cambridge University Press. ISBN 978-1-107-32130-4. OCLC 836870454.
- Stahel, David (2011). Kiev 1941 : Hitler's battle for supremacy in the East (en inglés). Cambridge University Press. ISBN 978-1-107-01459-6. OCLC 767579461.
- Kay, Alex J.; Rutherford, Jeff; Stahel, David (2012). Nazi Policy on the Eastern Front, 1941: total war, genocide, and radicalization (en inglés). University of Rochester Press. ISBN 978-1-58046-769-8. OCLC 794328914.
- Stahel, David (2013). Operation Typhoon : Hitler's march on Moscow, October 1941 (en inglés). Cambridge University Press. ISBN 978-1-107-31477-1. OCLC 827944799.
- Stahel, David (2015). The Battle for Moscow (en inglés). Cambridge University Press. ISBN 978-1-107-08760-6. OCLC 881592380.
- Stahel, David (2017). Joining Hitler's Crusade : European nations and the invasion of the Soviet Union, 1941 (en inglés). Cambridge University Press. ISBN 978-1-108-22528-1. OCLC 1019658114.
- Kay, Alex J.; Stahel, David (2018). Mass violence in Nazi-occupied Europe (en inglés). Cambridge University Press. ISBN 978-0-253-03684-1. OCLC 1032291140.
- Stahel, David (2019). Retreat from Moscow: a new history of Germany's winter campaign, 1941-1942 (en inglés) (1.ª edición). Cambridge University Press. ISBN 978-0-374-24952-6. OCLC 1082561776.

Traducidos al español
- Stahel, David (2019). Moscú 1941: la batalla por la capital soviética (1.ª edición). Ediciones Salamina. ISBN 978-84-949891-5-5. OCLC 1249530951.
- Stahel, David (2017). Kiev 1941: la batalla de Hitler por la supremacía en el Este (1.ª edición). Ediciones Salamina. ISBN 978-84-944971-4-8. OCLC 1077687080.
- Stahel, David (2018). Operación Tifón: La marcha de Hitler sobre Moscú, octubre de 1941. Ediciones Salamina. ISBN 978-84-948224-6-9.
- Stahel, David (2021). La retirada de Moscú. Una historia nueva de la campaña de invierno, 1941-1942. Ediciones Salamina. ISBN 9788412192353.

### Ensayos
- Stahel, David; Rutherford, Jeff; Kay, Alex J (2012). Nazi policy on the Eastern Front, 1941 : total war, genocide, and radicalization (en inglés). Rochester, Nueva York: University of Rochester Press. ISBN 978-1-58046-488-8. OCLC 951116176.

## Biografía
- Evans, Richard (2012). «Defeat Out of Victory». The New Republic. Archivado desde el original el 25 de octubre de 2016.